# Tank (Inde)
Pour les articles homonymes, voir Tank.

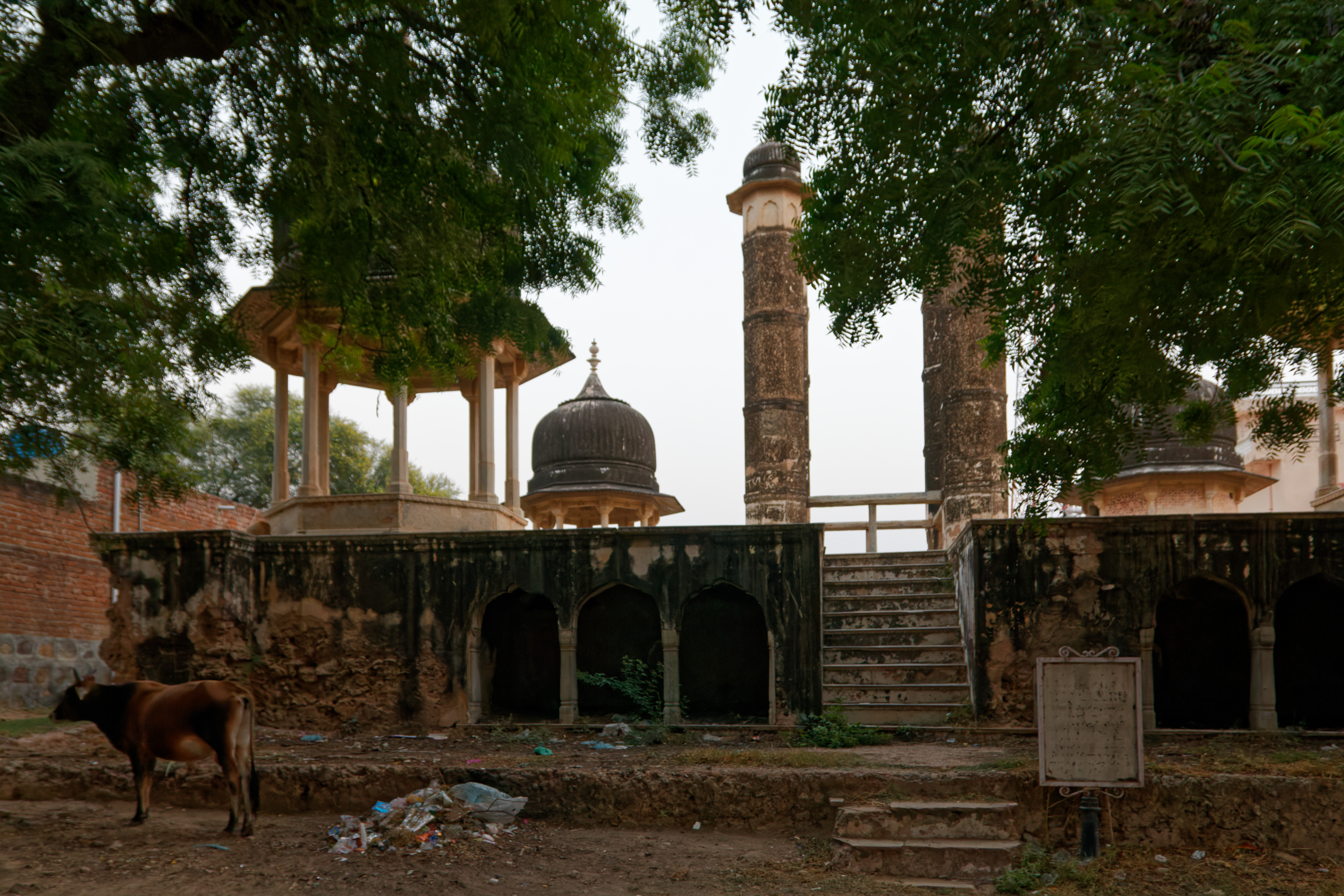
Ancienne citerne à Mandawa (deux minarets pour une citerne, quatre pour un puits).

Tank est un mot gujarâtî ou marâthî signifiant réservoir et utilisé en Inde et au Sri Lanka pour désigner des réservoirs, communs dans le monde indien et destinés à recueillir les eaux de pluie ou créés par barrage sur un cours d'eau.

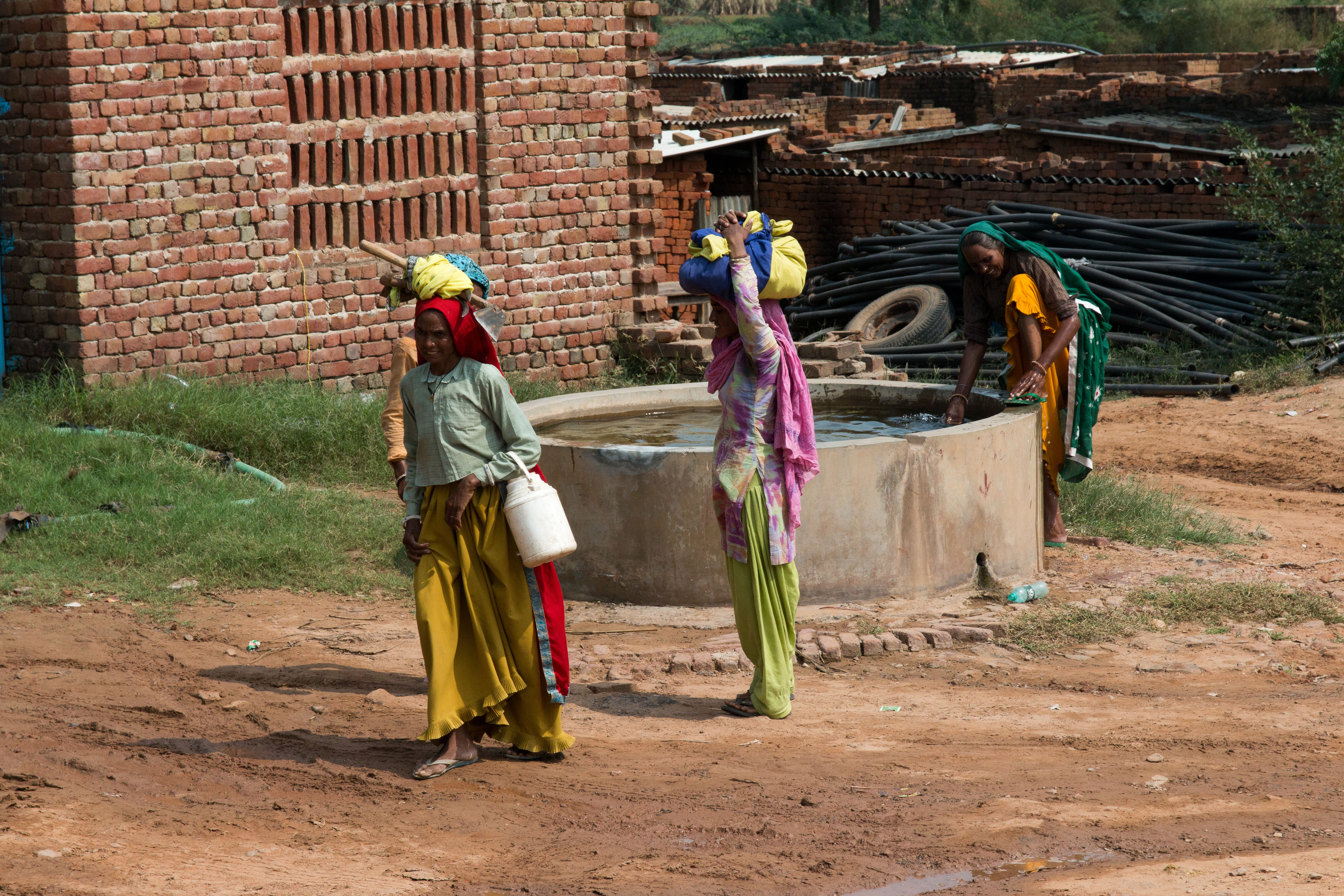
Citerne installée après les adductions d'eau dérivées du canal Indira Gandhi (Rajasthan).

Le mot est passé en anglais, où il désigne tous types de réservoirs et par extension en est venu à désigner les chars d'assaut (désignés sous ce nom par les britanniques pendant leur développement pour ne pas éveiller de soupçons sur leur nature).
Les citernes destinées à recueillir les eaux de pluie portent le nom de « johad (en) ».

## Noms locaux
- hindî : talao ;
- tamoul : eri, teppam ;
- cinghalais : weva, eva, pokuna ;
- pâli : pokkhrani.